# Siebenachteltakelung

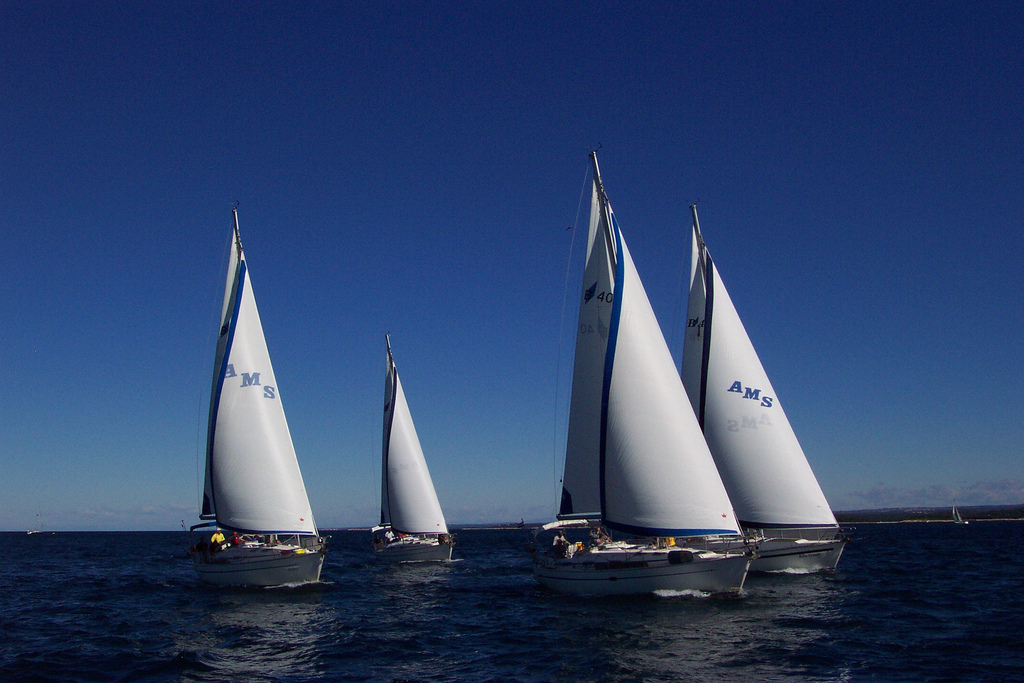
Siebenachteltakelung (Bavaria 40)

Siebenachteltakelung (auch 7/8-Takelung) ist ein Begriff aus dem Segelschiffbau.
Wenn bei einer slupgetakelten Segelyacht das Vorstag bis auf etwa 7/8 der Höhe des Mastes führt, wird diese Takelungsart Siebenachteltakelung genannt. Der Vorteil der Siebenachteltakelung gegenüber der Topptakelung liegt darin, dass der Mast nicht so stark fixiert ist und dadurch in Schiffslängsrichtung biegsamer ist. Die größere Biegsamkeit des Mastes kann zum Trimmen (zur Profiländerung) des Großsegels genutzt werden. Hierbei spricht man vom „Peitschen“. Häufig werden bei dieser Art der Takelung auch Backstagen benötigt.

Siebenachteltakelung und Topptakelung im Vergleich
Siebenachteltakelung
Topptakelung